# Ipomoea amparoana
Ipomoea amparoana är en vindeväxtart som beskrevs av Pilger. Ipomoea amparoana ingår i släktet praktvindor, och familjen vindeväxter. Inga underarter finns listade i Catalogue of Life.